# Tutupaca
Il Tutupaca è un vulcano della regione di Tacna in Perù. Fa parte del segmento peruviano della Zona Vulcanica Centrale, una delle numerose cinture vulcaniche delle Ande. Il Tutupaca è costituito da tre vulcani sovrapposti formati da colate laviche e cupole laviche fatte di andesite e dacite, che sono cresciute sopra le rocce vulcaniche più antiche. Il più alto di questi raggiunge la quota di 5 815 metri (19 078 ft) di altezza ed in passato ospitava un ghiacciaio.
Diversi vulcani in Perù sono stati attivi negli ultimi tempi, incluso Tutupaca. Il loro vulcanismo è causato dalla subduzione della placca di Nazca sotto la placca del Sud America. Uno di questi vulcani è crollato, probabilmente nel 1802, generando una grande valanga di detriti con un volume probabilmente superiore a 0,6–0,8 chilometri cubi (0,14–0,19 cu mi) e un flusso piroclastico. L'eruzione associata è stata tra le più grandi del Perù per cui esistono documenti storici. Il vulcano divenne attivo circa 700.000 anni fa e l'attività continuò nell'Olocene, ma inizialmente non era chiaro se ci fossero state eruzioni storiche; alcune eruzioni sono state invece attribuite al vulcano Yucamane meno eroso. Il governo peruviano prevede di monitorare il vulcano per l'attività futura. Tutupaca presenta manifestazioni geotermiche con fumarole e sorgenti termali.

## Tradizione orale
La popolazione di Candarave considerava il Tutupaca una montagna cattiva, mentre lo Yucamane era quella buona; questo fa riflettere sul fatto che il Tutupaca abbia avuto recenti eruzioni vulcaniche. Il geografo peruviano Mateo Paz Soldán ha dedicato un'ode al Tutupaca.

## Geologia e geomorfologia
Il Tutupaca è a 25–30 chilometri (16–19 mi) a nord della città di Candarave nella regione di Tacna in Perù. A nord del vulcano si trova il lago Suches e nelle vicinanze scorrono due fiumi: il fiume Callazas, che scorre verso est a nord del vulcano, e poi verso sud oltre il fianco orientale del Tutupaca, e il fiume Tacalaya, che scorre a sud lungo Il fianco occidentale. Il clima è freddo ed il terreno sassoso e con poca vegetazione. Durante la stagione delle piogge, la montagna è coperta di neve che al disgelo diventa un'importante risorsa per i fiumi della regione. 
Il Tutupaca è costituita da due complessi vulcanici: uno più antico molto eroso e due picchi settentrionali di origine più recente. Di questi, quello orientale ("il Tutupaca orientale") è costituito presumibilmente da sette cupole di lava dell'Olocene e raggiunge i 5 790 metri (19 000 ft) di altezza, mentre quello occidentale ( "il Tutupaca occidentale") consiste di cupole di lava, colate e depositi del Pleistocene e con i suoi 5 815 metri (19 078 ft) di altezza è il picco più alto.

## Clima e vegetazione
La maggior parte dei vulcani nella zona vulcanica centrale si trova ad oltre 4 000 metri (13 000 ft) di altezza dove il clima è freddo ed il gelo frequente. Il picco delle precipitazione c'è tra gennaio e marzo con 200–560 millimetri per anno (7,9–22,0 in/year). Nella Cordigliera occidentale, ad altitudini comprese tra 3 500–3 900 metri (11 500–12 800 ft) sono dominati da vegetazione come cactus, erbe aromatiche, graminacee peruviane e yareta, ma anche licheni e muschi . Le zone umide, chiamate bofedales, mostrano una vita vegetale diversificata. Sopra i 4 000 metri (13 000 ft) diminuisce la vegetazione. Oltre i  5 800 metri (19 000 ft) tra 2003 ed il 2012 era presente neve perenne.

## Storia delle eruzioni
La formazione del Tutupaca risale a 700.000 anni fa, dapprima con colate laviche e poi con una grande eruzione esplosiva; un flusso di pomice e cenere del più antico complesso ha formato il deposito "Callazas". Le piccole cupole di lava sono state datate da 260.000 a 200.000 anni fa. L'attività vulcanica è continuata nell'Olocene, ed il vulcano è considerato potenzialmente attivo. Oggi sono presenti fumarole sulla sommità del Tutupaca ed è stata registrata attività sismica.
Eruzioni sono state registrate negli anni 1780, 1787, 1802, 1862 e 1902, supportate dalla datazione al radiocarbonio. Alcuni autori credevano che questa attività vulcanica fosse da attribuire al vulcano Yucamane, ma Samaniego 2015 et al. ha dimostrato che l'ultima eruzione dello Yucumane risalirebbe a 3000 anni fa, implicando che le eruzioni riportate, ed in particolare quelle del 1802 e del 1787, molto probabilmente si sono verificati sul Tutupaca. 
Il crollo del settore orientale del Tutupaca è stato accompagnato da un'eruzione che è stata tra le più grandi nella storia peruviana, raggiungendo un indice di esplosività vulcanica di 3 o 4. Cronache contemporanee documentano cadute di cenere fino a 165 chilometri (103 mi) a sud ad Arica . Il crollo è stato datato con molta probabilità tra il 1731 ed il 1802 e si ritiene sia associato all'eruzione del 1802. L'eruzione è stata probabilmente innescata dall'ingresso di magma fresco e caldo in una camera magmatica di dacite. [48] Poco prima del crollo, un flusso piroclastico eruttò dal vulcano, probabilmente come conseguenza del crollo di una cupola lavica. Esso ha formato un deposito sul fianco orientale del Tutupaca che raggiunge uno spessore di 6 metri (20 ft). La precedente eruzione potrebbe aver destabilizzato il vulcano e innescato il collasso principale, che ha anche generato il flusso piroclastico di Paipatja. L'area era scarsamente abitata all'epoca e quindi l'impatto dell'eruzione fu minimo.